# Das Testament (2017)
Das Testament (Ha Edut) ist eine israelisch-österreichische Koproduktion von Amichai Greenberg aus dem Jahr 2017. Die Premiere des Spielfilmes erfolgte am 7. September 2017 im Rahmen der 74. Filmfestspiele von Venedig, wo der Film in die Sektion Orizzonti eingeladen wurde. In Österreich wurde der Film am 5. Oktober 2017 beim Jüdischen Filmfestival Wien und in weiterer Folge am 17. März 2018 auf der Diagonale gezeigt. Der Kinostart erfolgte in Österreich am 8. Juni 2018.

## Handlung
Dr. Yoel Halberstam ist ein 45-jähriger orthodoxer Jude. Als Historiker forscht er zum Thema Holocaust und leitet eine Aufklärungskommission zu einem bis dahin vertuschten Massaker am Ende des Zweiten Weltkrieges im fiktiven ungarisch-österreichischen Grenzort Lendsdorf. Bei seinen Nachforschungen entdeckt er unter anderem, dass seine Mutter Fania unter falscher Identität lebt und keine Jüdin ist. Er begibt sich auf die Suche nach Zeitzeugen und Überlebenden. Er findet schließlich einen israelischen Überlebenden, der jedoch wie damals die Bevölkerung von Lendsdorf Repressalien fürchtet. Und ohne konkrete Beweise für die 200 toten ungarischen Juden erhält er von den österreichischen Behörden keine Genehmigung für Grabungen in Lendsdorf.
Die Zeit drängt, denn der Bürgermeister möchte endlich den Startschuss für den Bau des Einkaufszentrums geben. Mit der Versiegelung des Geländes könnte allerdings endgültig Gras über die Geschichte der 200 ermordeten jüdischen Zwangsarbeiter wachsen. Halberstam bleiben zwei Wochen, um Zeugen und Dokumente beizubringen, die dieses Massaker in der Nacht vom 24. auf den 25. März 1945 belegen und einen Hinweis auf das Massengrab liefern. Ein Gebetbuch der jüdischen Zwangsarbeiter bringt schließlich den Durchbruch.

## Produktion und Hintergrund
Die Dreharbeiten fanden im März und April 2016 statt, gedreht wurde in Israel und Österreich. Unterstützt wurde der Film vom Österreichischen Filminstitut, vom Jerusalem Film & Television Fund und dem Israel Film Fund. Produziert wurde der Film von der israelischen Gum Films, Koproduzent war die österreichische FreibeuterFilm. Für die Szenenbild zeichnete Tamar Gadish verantwortlich, für das Kostümbild Sarit Sharara, für den Ton Klaus Kellermann und für das Maskenbild Jana Schulze.
In seinem Regiedebüt verarbeitete Amichai Greenberg das Massaker von Rechnitz.

## Rezeption
Anne-Catherine Simon schrieb in der Tageszeitung Die Presse, dass die Produktion stilistisch simpel gestrickt sei, es sich aber dennoch um einen besonderen Film handle, aufgrund seiner außergewöhnlichen Geschichte und das Nachdenken, in das es den Zuseher zwingen würde. „Am Ende sitzt Halberstam ohne Kippa und Bart im österreichischen Gerichtssaal und hilft dort auch als Forscher der Wahrheit zum Sieg; in letzter Minute liefert er den Beweis für das Massaker. Als moralischer Appell und optimistisches Bekenntnis ist das lobenswert – als künstlerische Fiktion zu plakativ für einen ansonsten so gar nicht plakativen Film.“